# Bangem
Bangem è la capitale del dipartimento di Koupé-Manengouba, in Camerun.
La città non è distante dal monte Manenguba, una montagna di origine vulcanica, alla cui sommità si trovano due laghi gemelli.